# Aéroport de Tchernihiv
L'aéroport de Tchernihiv  est un aéroport international situé près de la ville d'Tchernihiv, dans l'oblast de Tchernihiv, en Ukraine. Il est abandonné depuis 2002.

### Galerie d'images

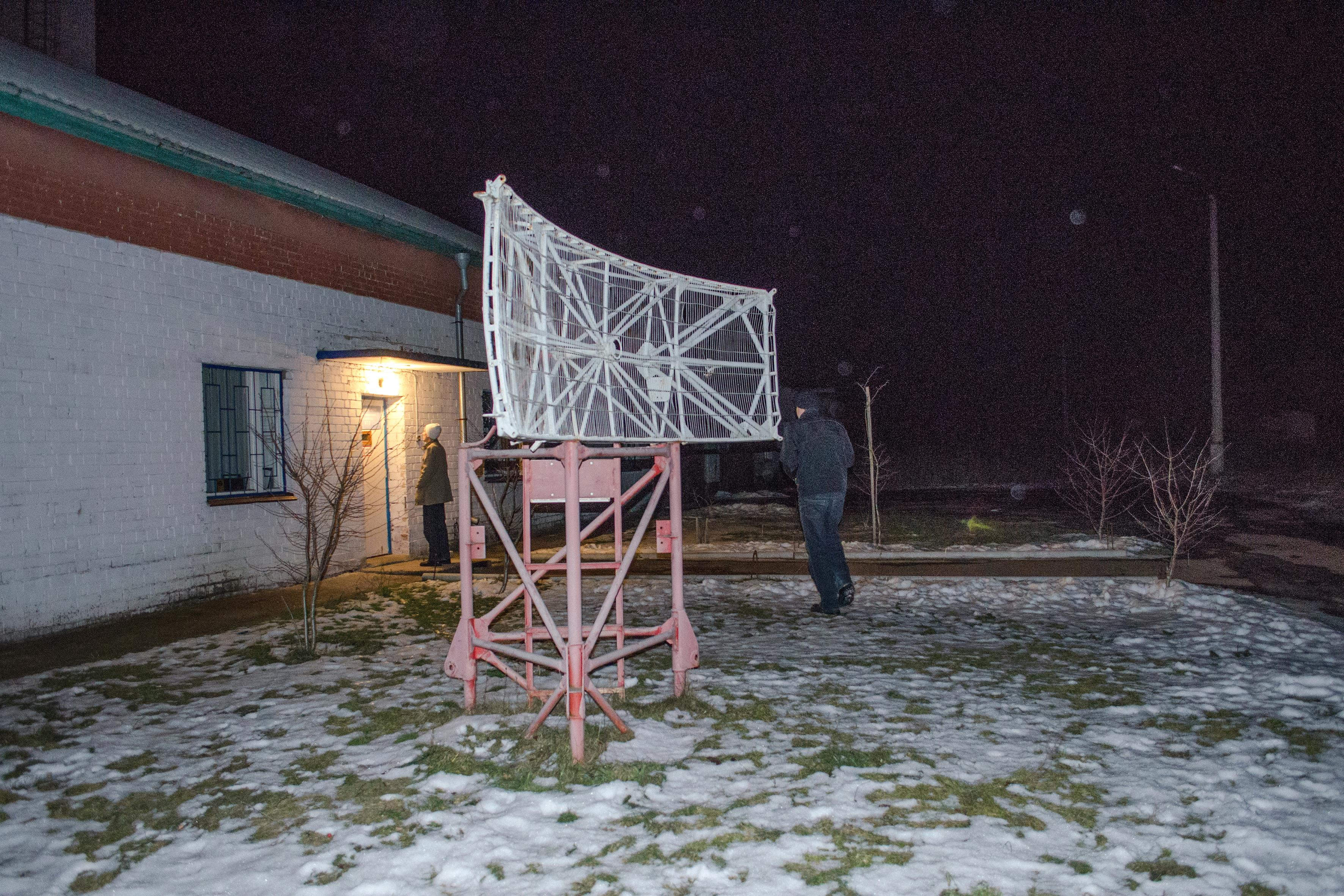